# Josep María Abarca
Josep María Abarca Platas (Barcellona, 19 giugno 1974) è un pallanuotista spagnolo, vincitore di una medaglia d'oro ai giochi olimpici di Atlanta 1996.